# Горња Крћина
Горња Крћина је насељено мјесто у општини Угљевик, Република Српска, БиХ. Према попису становништва из 2013. у насељу је живјело 168 становника.

## Становништво
Према попису становништва из 1991. године, мјесто је имало 322 становника.